# Giovanni Panciera
Giovanni Aldo Panciera (* 27. Dezember 1954 in Cortina d’Ampezzo) ist ein ehemaliger italienischer Eisschnellläufer.
Panciera nahm von 1973 bis 1979 an internationalen Wettbewerben teil und erreichte in den Jahren 1977 und 1979 mit dem zweiten Platz im Mehrkampf seine beste Platzierung bei italienischen Meisterschaften. Bei den Juniorenweltmeisterschaften 1974 in Cortina d’Ampezzo kam er auf den 29. Platz und bei den Juniorenweltmeisterschaften 1975 in Strömsund auf den 40. Rang im Kleinen Vierkampf.  Bei seiner einzigen Teilnahme an Olympischen Winterspielen im Februar 1976 in Innsbruck belegte er den 30. Platz über 1500 m.

## Persönliche Bestzeiten
| Disziplin | Zeit         | Datum            | Ort                  |
| --------- | ------------ | ---------------- | -------------------- |
| 500 m     | 41,01 s      | 24. Februar 1977 | Inzell               |
| 1000 m    | 1:22,52 min  | 4. Februar 1978  | Cortina d’Ampezzo    |
| 1500 m    | 2:04,10 min  | 29. Januar 1977  | Madonna di Campiglio |
| 3000 m    | 4:30,13 min  | 4. Februar 1977  | Cortina d’Ampezzo    |
| 5000 m    | 7:44,81 min  | 13. Januar 1979  | Madonna di Campiglio |
| 10.000 m  | 16:11,09 min | 29. Januar 1977  | Madonna di Campiglio |